# Municipio de Matthews (Carolina del Norte)
El municipio de Matthews (en inglés: Matthews Township) es un municipio ubicado en el  condado de Chatham en el estado estadounidense de Carolina del Norte. En el año 2000 tenía una población de 11.965 habitantes.

## Geografía
El municipio de Matthews se encuentra ubicado en las coordenadas 35°42′1.48″N 79°29′32.56″O / 35.7004111, -79.4923778.